# サイレントノイズ (曲)
「サイレントノイズ」は、Plastic Treeの通算38枚目のシングル。2016年8月17日発売。発売元はCJビクターエンタテインメント。

## 概要
前作『落花』から約11ヶ月ぶりのシングル。初回限定盤A、初回限定盤B、初回限定Color×Malice盤、通常版の4タイプで発売。
収録されている3曲全てが、PlayStation Vita用ゲーム『Collar×Malice』の主題歌として起用されている。ゲームの製作側からオファーがあり、全曲書下ろしでタイアップが実現することとなった。
初回限定版A、初回限定版B、通常版のCDジャケット写真、アーティスト写真の撮影、および表題曲「サイレントノイズ」のMusic Video監督を写真家の宮澤正明が担当。また、Color×Marice盤のジャケットイラストは『Color×Marice』のキャラクターデザインを担当する花邑まいによる書下ろしイラストとなっている。
通常版初回プレス分のみ、メンバーフォトトレカ（全4種中ランダム1枚）が、Color×Marice盤のみ、花邑まい書き下ろしのメンバーイラストトレカ（全4種中ランダム1枚）が特典として封入された。
当初、発売日は2016年7月27日と発表されていたが、8月17日に延期となった。
2017年10月25日に、ビクターエンタテインメントレーベルにて再発盤が発売された（収録内容は通常盤と同一）。

## 収録曲

### 初回限定盤A,B、通常盤
CD（全タイプ共通）
1. サイレントノイズ [3:52][1]
  - 作詞：有村竜太朗、作曲：長谷川正、編曲：Plastic Tree

PlayStation Vita用ゲーム『Collar×Malice』オープニング主題歌
舞台『Collar×Malice -岡崎契編-』主題歌
2. 静かの海 [5:14][1]
  - 作詞：有村竜太朗、作曲：長谷川正、編曲：Plastic Tree

PlayStation Vita用ゲーム『Collar×Malice』エンディング主題歌
3. シンクロ [4:55][1]
  - 作詞：佐藤ケンケン、作曲：ナカヤマアキラ、編曲：Plastic Tree

PlayStation Vita用ゲーム『Collar×Malice』エンディング主題歌
4. サイレントノイズ (Instrumental) [3:50][1]

DVD
- 初回限定盤Aのみ、「サイレントノイズ」Music Videoを収録したDVDが付属。

ブックレット
- 初回限定盤Bのみ、豪華フォトブックレットが付属。

### Color×Marice盤
CD
1. サイレントノイズ (Collar×Malice mix) [3:52][2]
2. 静かの海 (Collar×Malice mix) [5:14][2]
3. シンクロ (Collar×Malice mix) [4:55][2]
4. サイレントノイズ (game size) [1:43][2]